# Bäuerliche Landwirtschaft

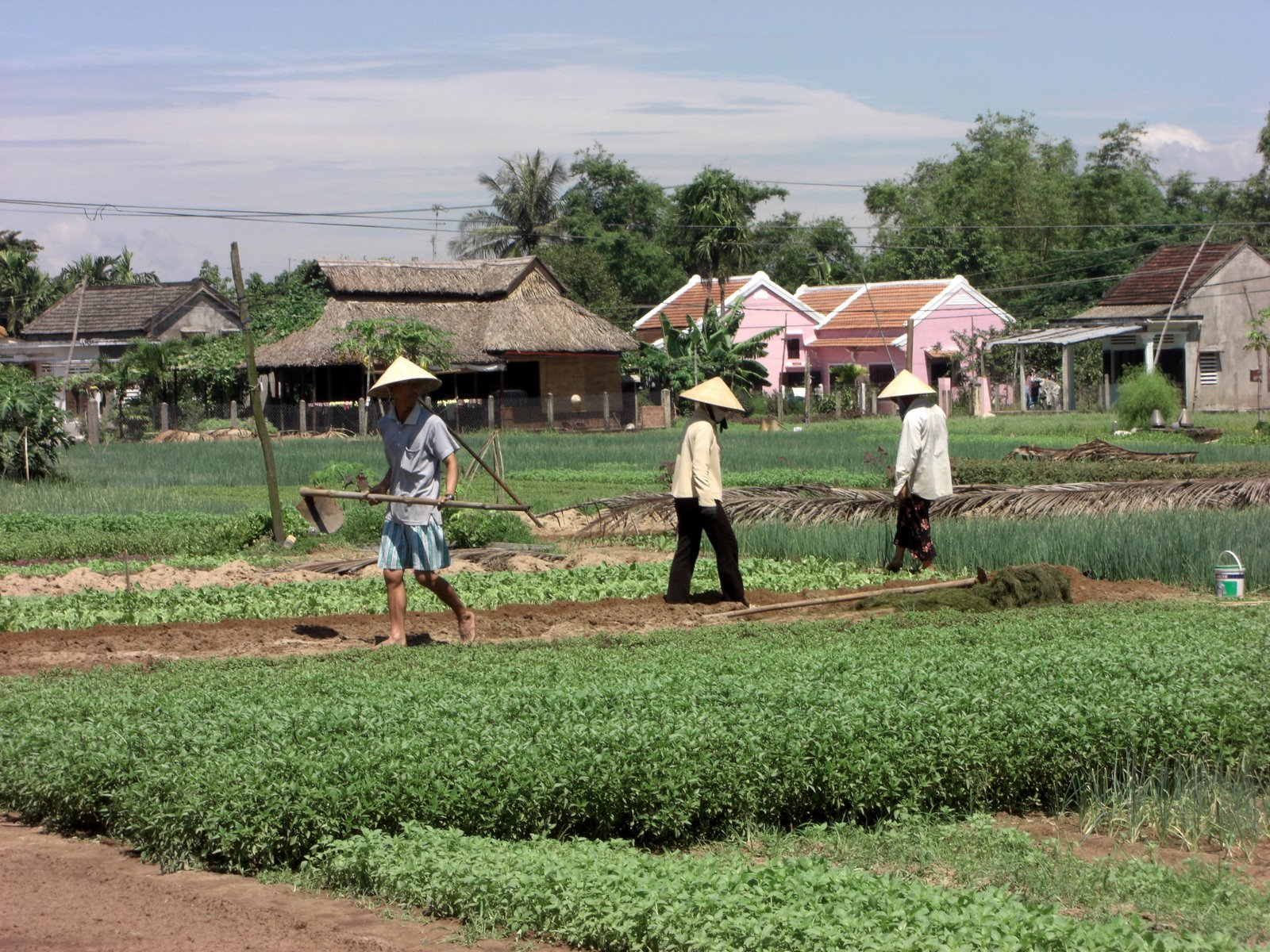
Arbeit auf dem Feld, Vietnam, 2009

Bäuerliche Landwirtschaft ist eine Tautologie (Landwirtschaft wird per definitionem von Bauern ausgeübt). Es handelt sich um ein Politisches Schlagwort oder Leitbild und beschreibt ein Ideal der Landwirtschaft, die als Kontrast zu einer rein auf ökonomischen Gewinn und Produktivität ausgerichteten industriellen Landwirtschaft beschrieben wird. Bedingt durch die unterschiedlichen Interessengruppen, die den Begriff „bäuerlich“ verwenden, ist eine klare Definition und Abgrenzung von industrieller und bäuerlicher Landwirtschaft schwierig. Ein analoges Schlagwort ist Bäuerlicher Familienbetrieb. Vielfach wird das politische Schlagwort der Agrarfabrik als Gegenmodell beschrieben. Einer solchen „Bäuerlichen Landwirtschaft“ werden eine Reihe von positiven Eigenschaften, darunter vor allem Umweltverträglichkeit, zugeschrieben. Es kann aber nicht automatisch davon ausgegangen werden, dass „Bäuerliche Landwirtschaft“ diese Ziele besser erreicht, als andere Organisationsformen der Landwirtschaft.

## Gegenmodell zur industriellen Landwirtschaft
Vielfach wird der bäuerliche Familienbetrieb als Gegenmodell zur  industriellen Landwirtschaft beschrieben. Nur ein Landwirt, der eigenes Land selbst bewirtschaftet, sei demnach ein Bauer.
Eine solche „bäuerlichen Landwirtschaft“ (siehe Bauernhof) sei im Vergleich zur „Agrarfabrik“ durch eine langfristig angelegte Bewirtschaftung tendenziell nachhaltiger. Der Agrarindustrie, die Land vor allem als Finanz- und Spekulationsobjekt bewerte, wird dagegen eine auf kurzfristige Kapitalmaximierung ausgerichtete intensive Landwirtschaft zugeschrieben. Die nicht-bäuerliche Landwirtschaft sei von Massentierhaltung und Anbau in Monokulturen mit gravierenden Folgen für die Umwelt und den Tierschutz, extremer Arbeitsteilung, Arbeitsplatzreduzierung und kapitalintensiver Rationalisierung geprägt. Dass die Industrialisierung der Landwirtschaft starke Produktivitätserfolge vorweisen kann und sich die globale Agrarproduktion deutlich gesteigert hat, wird dabei nicht bestritten. Die ökologischen und sozialen Kosten dafür seien aber zu hoch.
Kritiker dieser Sichtweise betonen dagegen, dass nicht automatisch davon ausgegangen werden könne, dass „bäuerliche Landwirtschaft“ ökologisch oder sozial nachhaltiger sei, als andere Organisationsformen der Landwirtschaft.

## Bedeutung der bäuerlichen Landwirtschaft für Entwicklungs- und Schwellenländer
Eine entscheidende Rolle kommt der bäuerlichen Landwirtschaft, insbesondere der kleinbäuerlichen, in der Entwicklungspolitik zu. Weltweit ist ein Drittel aller arbeitenden Menschen in der Landwirtschaft
beschäftigt. Entsprechend gravierend sind die Folgen etwa des Landgrabbings, durch das viele Bauern in Entwicklungs- und Schwellenländern ihr Land verlieren und zu landlosen Landarbeitern werden. Eine geringe Eigenversorgung gilt zudem als Risiko für die Ernährungssicherheit.

## Bäuerliche Landwirtschaft in agrarpolitischen Debatten
In der 1980 gegründeten Arbeitsgemeinschaft bäuerliche Landwirtschaft e. V. (AbL) sind mehrheitlich kleine und mittlere landwirtschaftliche Betriebe organisiert. Die AbL versteht sich selbst als Opposition zum Deutschen Bauernverband, dem sie eine zu einseitige Interessenvertretung landwirtschaftlicher Großbetriebe und der Agrarindustrie vorwirft. Entgegen dieser Kritik beruft sich der Deutsche Bauernverband selbst auf das Leitbild der bäuerlichen Landwirtschaft, die gekennzeichnet sei durch aktive Landwirte und bäuerliche Familienunternehmer, die generationsübergreifend und nachhaltig denken und handeln. Die bäuerliche Landwirtschaft müsse Vorrang haben vor Investoren, die lediglich den Erwerb land- und forstwirtschaftlicher Flächen als eine sichere Anlagemöglichkeit betrachten.
Parteien unterschiedlicher programmatischer Ausrichtung verwenden den Begriff, häufig in der Form der „nachhaltigen bäuerlichen Landwirtschaft“. So findet er sich in den Wahlprogrammen zur Bundestagswahl 2013 von CDU/CSU, SPD und Bündnis 90/Die Grünen. Dabei zielt der Begriff teilweise eher auf  wirtschaftliche und soziale, teilweise eher auf ökologische Aspekte ab. Eine besondere Bedeutung hat er im Konzept der Agrarwende der Grünen. In den Wahlprogrammen der FDP und der Linken zur Bundestagswahl 2013 taucht der Begriff dagegen nicht auf.
Auf internationaler Ebene oder in einzelnen Ländern setzen sich etwa die Bauernbewegungen La Via Campesina oder die brasilianische Bewegung der Landarbeiter ohne Boden  für eine (klein-)bäuerliche Landwirtschaft und für Landreformen ein, mit denen diese gestärkt werden sollen.